# Emam Chay
Emām Chāy (persiska: امام چای) är en ort i Iran.   Den ligger i provinsen Östazarbaijan, i den nordvästra delen av landet, 400 km nordväst om huvudstaden Teheran. Emām Chāy ligger 1 978 meter över havet och antalet invånare är 336.
Terrängen runt Emām Chāy är huvudsakligen kuperad, men den allra närmaste omgivningen är platt. Runt Emām Chāy är det ganska glesbefolkat, med 40 invånare per kvadratkilometer. Närmaste större samhälle är Nīr, 16,1 km nordost om Emām Chāy. Trakten runt Emām Chāy består i huvudsak av gräsmarker.